# Mihail Alekszandrovics Uljanov
Mihail Alekszandrovics Uljanov (Bergemak, 1927. november 20. – Moszkva, 2007. március 26.) orosz színész, filmrendező.

## Élete
Uljanov 1927. november 20-án született Alekszandr Andrejevics Uljanov és Jelizaveta Mihajlovna gyermekeként.
Az Omszki Színházi Stúdióban kezdte meg tanulmányait 1945-1946 között, majd 1950-ben a Scsukin Színiiskolában végzett.
1950-től a Vahtangov Színházban valamint a Malaja Bronnaja Színházban játszott. 1987-től a Vahtangov Színház igazgatója volt. 1954-ben a Scsukin Színiiskola tanára lett. 1953-tól szerepelt filmekben. 1973-tól filmrendezőként is dolgozott. 1986-ban a Színházi Dolgozók Szövetségének elnökévé választották. 1989-1991 között népképviselő volt.

## Magánélete
1958-ban feleségül vette Alla Petrovna Parfanyak-ot.

## Színházi szerepei
- Rogozsin (Dosztojevszkij: A félkegyelmű)
- William Shakespeare: III. Richárd
- Antonius (William Shakespeare: Antonius és Cleopatra)
- Szergej (Arbuzov: Irkutszki történet)
- Michele (de Filippo: Filomena Marturano)
- Caesar (Shaw: Caesar és Cleopatra)
- Lenin (Pagogyin: A puskás ember)
- Brückner: I. Napóleon
- Gorlov tábornok (Kornyejcsuk: Front)
- Viktor (Zorin: Varsói történet)

## Filmjei
- Jegor Bulicsov (1953)
- Ők voltak az elsők (1956)
- Múló évek (1957)
- A ház, ahol lakom (1957)
- Láthatatlan kötelékek (1958)
- A balti égbolt (1960)
- Egyszerű történet (1960)
- Útközben (1961)
- Csend (1963)
- Élők és holtak (1963)
- Az elnök (1964)
- Amíg élek (1965)
- Megfagyott villámok (1966)
- Nem születünk katonának (1968)
- A Karamazov testvérek (1969)
- Úton Leninhez (1970)
- Menekülés (1970)
- Felszabadítás (1970-1972) ... Georgij Konsztantyinovics Zsukov
- A második szerelem (1971)
- Jegor Bulicsov és a többiek (1971)
- A legutolsó nap (1972) (társíró, rendező is)
- Blokád (1974-1978)
- Thyl Ulenspiegel (1976) ... Klaas, Thyl apja
- A szabadság katonái (1977)
- Hívj a messzeségbe! (1977)
- Téma (1979)
- Az utolsó szökés (1981)
- Magánélet (1982)
- Tanúk nélkül (1983)
- Győzelem (1984)
- A moszkvai csata (1985)
- Ellencsapás (1985)
- A mi páncélvonatunk (1989)
- Törvény (1989)
- Sztálingrád (1989)
- Ház a csillagos égbolt alatt (1991)
- A Politbüro szövetkezet, avagy hosszú lesz a búcsúzás (1992)
- A legutolsó nap (1992)
- A Mester és Margarita
- Magam is vjatkai vagyok (1995)
- Marcello titka (1997)
- Váróterem (1998)
- Szegény Liza (1998)
- Vorosilov mesterlövésze (1999)

## Művei
- Moja professzija (1975)

## Díjai
- Az OSZSZSZK népművésze (1965)
- Lenin-díj (1966)
- a SZU népművésze (1969)
- Vasziljev-díj (1975)
- velencei legjobb férfialakítás díja (1982)
- Állami Díj (1983)
- Nyika-díj (2000)